# Jakob Damian
Jakob Damian (* 2. Juni 1682 in Kirchberg am Wagram; † 23. Dezember 1763 in Wien) war ein österreichischer Tuchhändler und Begründer einer Stiftung.

## Leben
Als Sohn von Ignaz Damian und seiner Frau Maria Magdalena geboren, trat er in das Leinengeschäft seines Vaters ein und übersiedelte mit etwas über 40 Jahren nach Wien, wo er in der Blütezeit nach den Türkenkriegen wirtschaftlich sehr erfolgreich war.

## Bedeutung
Am 26. Juni 1730 stiftete er ein Kapital von 5000 Gulden, nach heutigem Wert rund 700.000 Euro, zugunsten seines Heimatortes Kirchberg. Mit diesem Betrag wurde Ackerland (Damianische Äcker) erworben und anschließend verpachtet, um aus der Pacht mildtätige Zwecke zu erfüllen. Später wurde zur Beherbergung von Bedürftigen auch ein Gebäude, das Damianische Stiftungshaus, errichtet. Die Stiftung erfüllt noch heute vollwertig die Absicht seines Stifters und unterstützt in Not geratene, bedürftige oder behinderte Gemeindebürger.